# Stretto Icy
Lo Stretto Icy è uno stretto nell'Arcipelago Alessandro, in Alaska. Il faro di Capo Spencer è una delle più importanti strutture artificiali dello stretto e ancora oggi rappresenta un valido supporto per la navigazione.

## Geografia
Misura circa 64 chilometri di lunghezza ed è delimitato a ovest dall'intersezione tra Cross Sound e la baia dei Ghiacciai, e a est dallo stretto di Chatham e dal canale Lynn. Lo stretto separa la terraferma, a nord, dall'Isola di Chichagof, a sud. Pleasant e Lemersurier sono le due più grandi isole presenti in queste acque.

## Fauna
Questo stretto è un luogo eccellente per avvistare mammiferi marini come orche, megattere, foche, leoni marini e focene. Abbondante è anche la presenza di volatili quali gabbiani, uriette, sterne e aquile dalla testa calva.